# Accademia militare reale di Bruxelles
L'Accademia militare reale (in francese:  École royale militaire, in olandese: Koninklijke Militaire School, in tedesco: Königliche Militärakademie) è un collegio dell'Armata belga a Bruxelles. Attualmente forma l'intero corpo di ufficiali belgi (aereo, terrestre, marino e medico).

## Storia
L'Accademia militare reale fu fondata il 7 febbraio 1834 sul modello dell'École polytechnique francese dal generale Jean Chapelié su suggerimento del re Leopoldo I.

## Organizzazione
È l'unica università statale in Belgio che non è gestita dalle comunità ma direttamente dal governo federale. Il responsabile amministrativo è il Ministero della difesa.
Si trova negli edifici degli architetti Henri Maquet e Henri van Dievoet, vicino al Parco del Cinquantenario e conta circa 800 studenti, a cui viene insegnato in francese, olandese e inglese. Il rettore è il generale maggiore dell'aviazione Lutgardis Claes
Ogni anno il 21 luglio in occasione della festa nazionale del Belgio gli studenti universitari e gli ufficiali sfilano davanti al re.

### Facoltà
Ci sono due facoltà:
- la Facoltà Politecnica (POL) e
- la Facoltà di Scienze sociali e militari (SSMW).

### Corsi
Nel 2003/2004 l'università ha trasferito programmi di maturità nell'ambito del processo di Bologna. I programmi durano cinque anni e sono interamente finanziati dallo stato.
La Facoltà Politecnica forma ingegneri laureati. La Facoltà di scienze sociali e militari conferisce due master in scienze sociali e militari: sistemi di gestione e delle armi e scienze politiche e difesa. Inoltre, il collegio forma anche ufficiali del corpo medico, ingegneri tecnici e ufficiali del corpo ausiliario.
Oltre agli aspiranti ufficiali belgi, vengono formati studenti del Lussemburgo e dell'Africa settentrionale e centrale.

## Insegnanti universitari famosi
- Charles De Coster
- Georges Eekhoud
- Adolphe Quetelet
- Jean Stas
- Pierre Van Deuren
- Pierre-François Verhulst

## Dottori onorari famosi
- Michèle Alliot-Marie

## Laureati famosi
- Henri Alexis Brialmont (1821–1903), generale belga
- Camille Coquilhat (1853–1891), vicegovernatore belga dello Stato Libero del Congo
- Paul Costermans (1860–1905), vicegovernatore belga dello Stato Libero del Congo
- Jean-Baptiste Piron (1896–1974), generale e comandante belga delle BSD
- Frank De Winne (* 1961), astronauta belga
- Fernand Jacquet
- August Van Daele
- Charles Rouen
- numerosi membri della Casa reale belga